# 공격방어방법
공격방어방법(攻擊防禦方法)은 원고가 본안신청을, 피고가 반대 신청을 하기 위하여 행하는 일체의 진술을 총칭하는 말이다. 사실상의 진술과 법률상의 진술 및 증거신청이 중요한 것이다. 책문권의 행사 등 소송법상의 사항진술도 포함되지만 주요한 것은 청구 자체를 지지·배척하는 것이다. 반소(反訴)·상소 등은 본안신청이며 공격방어 방법은 아니다. 예를 들면 원고가 소유권 확인소송에서 매매에 의한 소유권 취득을 주장하고, 이것을 입증하기 위하여 등기부 등본을 제출하고, 특정 증인의 신문 신청을 하는 것은 공격방법의 제출이다. 이에 대하여 피고가 매도의 사실을 부정하고(부인) 혹은 가령 매매하였다고 시인하더라도 그 후에 되팔았다(항변)고 증인신문을 신청하는 것은 방어방법의 제출이다. 항변사실에 대한 원고의 부인·재항변은 공격방법이다. 이러한 공격방어 방법은 변론이 종결될 때까지 언제든지 제출할 수 있다(수시제출주의：136조). 그러나 당사자가 고의 또는 중대한 과실로 시기에 늦어서 제출한 공격방어 방법은 법원이 직권 또는 상대방의 신청에 의하여 결정으로 각하할 수 있다(138조). 각하결정에 대해서는 독립해서 불복을 신청할 수 없으며 종국판결에 대하여 상소할 수 있을 뿐이다. 준비절차에서 제출하지 아니한 사실은 변론에서 주장할 수 없는 것이 원칙이다(259조).